# Robert Preston
Robert Preston Meservey, (Newton, EUA, 8 de junho de 1918 - Montecito, EUA, 21 de março de 1987), conhecido pelo nome de Robert Preston, foi um ator e cantor estadunidense, conhecido por seu papel de Professor Harold Hill, no musical The Music Man, de 1957 e em sua adaptação para o cinema em 1962. Por ele, Robert Preston recebeu suas primeiras duas indicações ao Globo de Ouro. Foi indicado ao Oscar de Melhor Ator Coadjuvante por seu papel de Toddy e Victor/Victoria (1982).

## Vida pessoal
Robert nasceu em Newton, em 1918, filho de Ruth L. Meservey (1895-1973) e Frank Wesley Meservey (1899–1996), funcionário da American Express. Depois de terminar o ensino médio em Los Angeles, na Abraham Lincoln High School, ele foi para a Pasadena Playhouse, estudar drama e atuação.
Após o ataque à base norte-americana de Pearl Harbor e com a entrada dos Estados Unidos na Segunda Guerra Mundial, Robert se alistou na Força Aérea e serviu como agente da inteligência no 9º Grupamento Aéreo, com a patente de capitão do 386º Grupo de Bombardeio, com base em Sint-Truiden, na Bélgica. Sua função era receber relatórios da inteligência e repassá-los ao quartel-general do 9º Grupamento e atualizar as equipes de bombardeio a respeito de suas missões.
Em 1940, casou-se com a também atriz Catherine Craig, com quem ficou casado por 47 anos.

## Carreira
Quando começou a fazer filmes, um executivo de estúdio pediu que ele parasse de usar o sobrenome da família, encurtando seu nome artístico para Robert Preston. Fez vários filmes de estilo western, musicais e policiais. Seu primeiro papel foi em King of Alcatraz, em 1938, pela Paramount. Participou de comédias e filmes de aventura de grande bilheteria como Beau Geste em 1939; North West Mounted Police de 1940; A Conquista do Oeste de 1963; S.O.B. de 1981 e "Victor/Victoria" de 1982, seu maior sucesso como o amigo gay de Victoria, personagem interpretada por Julie Andrews e The Last Starfighter (1984), seu último papel em cinema.
Apesar de não ser conhecido como cantor, Robert esteve em diversas peças e musicais. Por Victor/Victoria de 1982 ele recebeu sua primeira indicação ao Oscar da Academia. Em The Last Starfighter (1984), ele interpreta Centauri, criador do jogo de fliperama e que recruta Alex para uma guerra interestelar. Seu último papel na televisão foi no filme Outrage!, em (1986).

## Morte
Robert Preston faleceu aos 68 anos, vítima de câncer de pulmão, em 21 de março de 1987.

## Atuação

### Filmes
| Ano  | Título                            | Personagem                          | Notas         |
| ---- | --------------------------------- | ----------------------------------- | ------------- |
| 1938 | King of Alcatraz                  | Robert MacArthur                    |               |
| 1938 | Illegal Traffic                   | Charles Bent Martin                 |               |
| 1939 | Disbarred                         | Bradley Kent                        |               |
| 1939 | Union Pacific                     | Dick Allen                          |               |
| 1939 | Beau Geste                        | Digby Geste                         |               |
| 1940 | Typhoon                           | Johnny Potter                       |               |
| 1940 | North West Mounted Police         | Ronnie Logan                        |               |
| 1940 | Moon Over Burma                   | Chuck Lane                          |               |
| 1941 | The Lady from Cheyenne            | Steve Lewis                         |               |
| 1941 | Parachute Battalion               | Donald Morse                        |               |
| 1941 | New York Town                     | Paul Bryson, Jr.                    |               |
| 1941 | The Night of January 16th         | Steve Van Ruyle                     |               |
| 1941 | Pacific Blackout                  | Robert Draper                       |               |
| 1942 | Star Spangled Rhythm              | Ele mesmo                           | não creditado |
| 1942 | Reap the Wild Wind                | Dan Cutler                          |               |
| 1942 | This Gun for Hire                 | Michael Crane                       |               |
| 1942 | Wake Island                       | Pvt. Joe Doyle                      |               |
| 1943 | Night Plane from Chungking        | Capt. Nick Stanton                  |               |
| 1943 | Wings Up                          |                                     |               |
| 1947 | The Macomber Affair               | Francis Macomber                    |               |
| 1947 | Variety Girl                      | Ele mesmo                           |               |
| 1947 | Wild Harvest                      | Jim Davis                           |               |
| 1948 | Big City                          | Rev. Philip Y. Andrews              |               |
| 1948 | Blood on the Moon                 | Tate Riling                         |               |
| 1948 | Whispering Smith                  | Murray Sinclair                     |               |
| 1949 | Tulsa                             | Brad Brady                          |               |
| 1949 | The Lady Gambles                  | David Boothe                        |               |
| 1950 | The Sundowners                    | James Cloud ('Kid Wichita')         |               |
| 1951 | When I Grow Up                    | Father Reed                         |               |
| 1951 | Cloudburst                        | John Graham                         |               |
| 1951 | Best of the Badmen                | Matthew Fowler                      |               |
| 1951 | My Outlaw Brother                 | Joe Waldner                         |               |
| 1951 | Face to Face                      | Sheriff Jack Potter                 |               |
| 1955 | The Last Frontier                 | Col. Frank Marston                  |               |
| 1956 | Sentinels in the Air              | Narrador                            | Voz           |
| 1960 | The Dark at the Top of the Stairs | Rubin Flood                         |               |
| 1962 | The Music Man                     | Harold Hill                         |               |
| 1962 | How the West Was Won              | Roger Morgan                        |               |
| 1963 | Island of Love                    | Steve Blair                         |               |
| 1963 | All the Way Home                  | Jay Follett                         |               |
| 1972 | Junior Bonner                     | Ace Bonner                          |               |
| 1972 | Child's Play                      | Joseph Dobbs                        |               |
| 1974 | Mame                              | Beauregard Jackson Pickett Burnside |               |
| 1977 | Semi-Tough                        | Big Ed Bookman                      |               |
| 1981 | S.O.B.                            | Dr. Irving Finegarten               |               |
| 1982 | Victor/Victoria                   | Carroll "Toddy" Todd                |               |
| 1984 | The Last Starfighter              | Centauri                            |               |

### Televisão
| Ano       | Título               | Personagem      | Notas         |
| --------- | -------------------- | --------------- | ------------- |
| 1979–1980 | The Chisholms        | Hadley Chisholm | 9 episódios   |
| 1982      | Rehearsal for Murder | Alex Dennison   | Filme para TV |
| 1983      | September Gun        | Ben Sunday      | Filme para TV |
| 1985      | Finnegan Begin Again | Mike Finnegan   | Filme para TV |
| 1986      | Outrage!             | Dennis Riordan  | Filme para TV |

### Teatro
| Ano       | Título                     | Personagem           | Local                           | Ref.  |
| --------- | -------------------------- | -------------------- | ------------------------------- | ----- |
| 1951      | Twentieth Century          |                      |                                 |       |
| 1952–1953 | The Male Animal            | Joe Ferguson         | City Center, Broadway           |       |
| 1953      | Men of Distinction         | Peter Hogarth        | 48th Street Theatre, Broadway   |       |
| 1954      | His and Hers               | Clem Scot            | 48th Street Theatre, Broadway   |       |
| 1954      | The Magic and the Loss     | George Wilson        | Booth Theatre, Broadway         |       |
| 1955      | The Tender Trap            | Joe McCall           | Longacre Theatre, Broadway      |       |
| 1955      | Janus                      | Gil                  | Plymouth Theatre, Broadway      |       |
| 1957      | The Hidden River           | Jean Monnerie        | Playhouse Theatre, Broadway     |       |
| 1957–1961 | The Music Man              | Prof. Harold Hill    | Majestic Theatre, Broadway      |       |
| 1963      | Too True to be Good        | The Burglar          | 54th Street Theatre, Broadway   |       |
| 1963–1964 | Nobody Loves an Albatross  | Nat Bentley          | Lyceum Theatre, Broadway        |       |
| 1964–1965 | Ben Franklin in Paris      | Benjamin Franklin    | Lunt-Fontanne Theatre, Broadway |       |
| 1966      | The Lion in Winter         | Henrique II          | Ambassador Theatre, Broadway    |       |
| 1966–1968 | I Do! I Do!                | He / Michael         | 46th Street Theatre, Broadway   |       |
| 1974      | Mack & Mabel               | Mack Sennett         | Majestic Theatre, Broadway      |       |
| 1976–1978 | Sly Fox                    | Foxwell Sly / O Juiz | Broadhurst Theatre, Broadway    |       |
| 1978      | The Prince of Grand Street |                      | Philadelphia / Boston           | [ 7 ] |

### Rádio
| Ano  | Programa          | Episódio                 |
| ---- | ----------------- | ------------------------ |
| 1950 | Lux Radio Theatre | Alexander's Ragtime Band |